# ألين ألدردج
ألين ألدردج (بالإنجليزية: Allen Aldridge)‏ هو لاعب كرة قدم أمريكية أمريكي، ولد في 30 مايو 1972 في هيوستن في الولايات المتحدة.

## وصلات خارجية
- ألين ألدردج على موقع مرجع كرة القدم المحترفة.كوم (الإنجليزية)